# Angels in America
Angels in America: A Gay Fantasia on National Themes é uma peça teatral dividida em duas partes, escrita pelo dramaturgo Tony Kushner. Sua história gira em torno de uma série de personagens e toca em assuntos como imigração, religião, AIDS, homossexualidade, mudanças climáticas na Nova Iorque dos anos 80. O trabalho ganhou inúmeros prêmios, incluindo o Prêmio Pulitzer de Melhor Drama, o Drama Desk e o Tony de Melhor Peça.
Sua primeira parte estreou em 1991 e sua abertura na Broadway aconteceu em 1993. A 2003, foi adaptada a uma minissérie da HBO com o mesmo título. Em 2017-18, aconteceu seu revival na Broadway, o qual foi estrelado por Andrew Garfield, que recebeu aclamação dos críticos e venceu, entre outros, o Tony de Melhor Ator.